# Christian Friedrich Wiese
Christian Friedrich Wiese († nach 1773) war ein leitender kursächsischer Beamter. Er war Amtmann des sächsischen Altenberg im Erzgebirge.

## Leben und Wirken
Er stammte aus der Bergstadt Freiberg. Nach dem Tod von Carl Christian Hofmann erfolgte 1740 seine Bestallung als Bergschreiber in der Amtsstadt Altenberg (Erzgebirge). Im Jahre 1765 ist er dort als Amtmann nachweisbar. Zusätzlich war er 1773 Zehntner.